# نظام فولتون للاسترداد السطحي

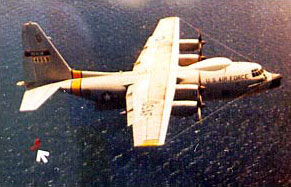
نظام فولتون قيد الاستخدام

نظام فولتون للاسترداد السطحي (بالإنجليزية: Fulton surface-to-air recovery system)‏ هو نظام تستخدمه وكالة الاستخبارات المركزية والقوات الجوية الأمريكية والبحرية الأمريكية لاستعادة الأشخاص على الأرض باستخدام طائرات مثل لوكهيد إم سي-130 وبوينغ B-17. يتضمن استخدام حزام وبالون ذاتي النفخ مع خط رفع متصل. تقوم طائرة لوكهيد إم سي-130 بتشغيل الخط بنيرها على شكل حرف V ويتم لف الشخص على متنها. ترشد الأعلام الحمراء على خط الرفع الطيار خلال ضوء النهار؛ تستخدم الأضواء الموجودة على خط الرفع لعمليات الاسترداد الليلية. تم تصميم مجموعات الاسترداد لعمليات الاسترداد التي يقوم بها شخص واحد ورجلان.

## أول عملية إسترداد بشري

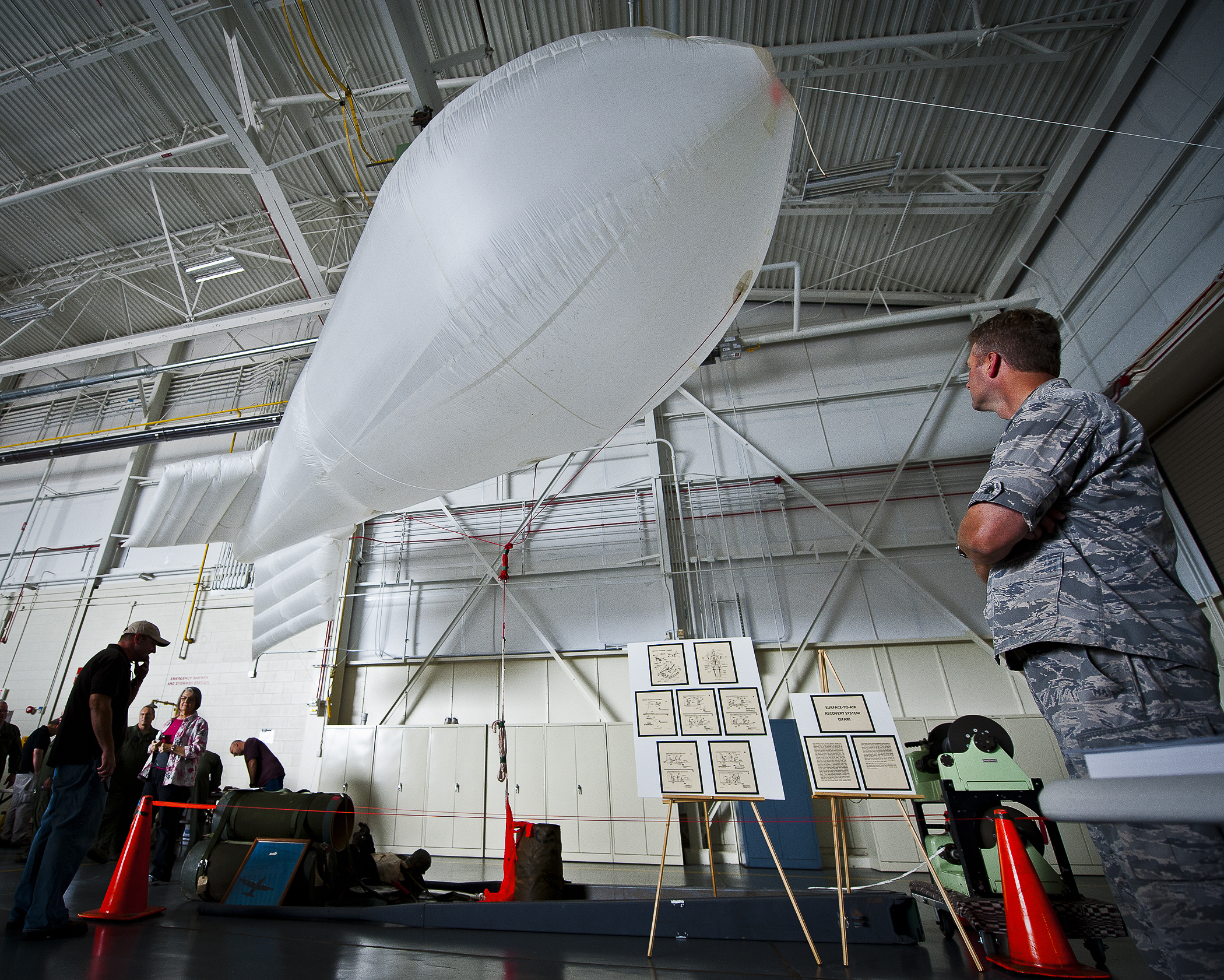
بالون فولتون

قامت وكالة المخابرات المركزية بتدريب الضباط شبه عسكريين تابعين لقسم الأنشطة الخاصة سراً على استخدام نظام سابق للشاحنات الصغيرة البشرية في وقت مبكر من عام 1952. تمت أول مهمة إسترداد بشري في منشوريا في 29 نوفمبر 1952. تم تدريب الطيارين نورمان شوارتز وروبرت سنودي على تقنية الالتقاط الجوي في نهاية عام 1952. كان على الضباط شبه العسكريين في وكالة المخابرات المركزية، جون تي داوني وريتشارد جي فيكتو، الذين تدربوا بسرعة على الإجراء خلال أسبوع 24 نوفمبر، استعادة ساعي كان على اتصال مع المتعاطفين المناهضين للشيوعية في المنطقة. فشلت المهمة عندما أسقطت القوات الصينية الطائرة بنيران الأسلحة الصغيرة، وأسر الناجين داوني وفكتو. يُزعم أن البريطانيين استخدموا أيضًا النظام الأمريكي للأفراد. 

## في الثقافة الشعبية
ظهر نظام سكايهوك أيضًا في فيلم فارس الظلام لعام 2008. ذكر لوسيوس فوكس النظام لأول مرة كوسيلة لإعادة الصعود إلى الطائرة دون هبوطها، النظام مرتبط بطائرةلوكهيد إل-100 هيركوليز.   

## روابط خارجية
- Fact Sheet: Fulton Surface-to-Air Recovery System على موقع واي باك مشين (نسخة محفوظة 1 February 2008)
- مقالة GlobalSecurity.org
- صورة عالية الدقة لـ HC-130 مُجهزة للنظام ، على www.airliners.net
- سجينان من وكالة المخابرات المركزية في الصين ، 1952-1973 - وكالة المخابرات المركزية
- Fulton Skyhook System Live Recovery (1962) ، لقطات من التقاطات الحية التي أجراها جيش الولايات المتحدة ، أرشيف تكساس للصورة المتحركة.
- دليل نظام الاسترداد الجوي Lockheed ER-4112 Fulton Skyhook